# 萨曼塔·沃德
萨曼塔·沃德（英語：Samantha Ward，1989年2月24日—），英格蘭女子羽毛球運動員。

## 簡歷
2009年9月，萨曼塔·沃德出戰比利時羽毛球國際賽，與蘇格蘭選手Emma Mason合作贏得女子雙打比賽亞軍。

## 主要比賽成績
只列出曾進入準決賽的國際賽事成績：
| 年份   | 賽事                 | 公開賽級別 | 項目     | 拍檔          | 成績   |
| ------ | -------------------- | ---------- | -------- | ------------- | ------ |
| 2007年 | 歐洲青年羽毛球錦標賽 | 其他       | 混合團體 | －            | 冠軍   |
| 2007年 | 歐洲青年羽毛球錦標賽 | 其他       | 女子雙打 | 莎拉·沃克     | 季軍   |
| 2008年 | 蘇格蘭羽毛球國際賽   | 國際挑戰賽 | 混合雙打 | 马库斯·埃利斯 | 準決賽 |
| 2009年 | 比利時羽毛球國際賽   | 國際挑戰賽 | 女子雙打 | Emma Mason    | 亞軍   |
| 2009年 | 蘇格蘭羽毛球國際賽   | 國際挑戰賽 | 女子雙打 | 吉莉·库珀     | 準決賽 |
| 2010年 | 匈牙利羽毛球國際賽   | 國際系列賽 | 女子雙打 | 艾莉莎·林姆   | 準決賽 |
| 2010年 | 蘇格蘭羽毛球國際賽   | 國際挑戰賽 | 女子雙打 | 艾莉莎·林姆   | 準決賽 |
| 2011年 | 保加利亞羽毛球國際賽 | 國際挑戰賽 | 混合雙打 | 加里·福克斯   | 亞軍   |
| 2011年 | 匈牙利羽毛球國際賽   | 國際系列賽 | 女子雙打 | 海伦·戴维斯   | 準決賽 |
| 2012年 | 葡萄牙羽毛球國際賽   | 國際系列賽 | 混合雙打 | 加里·福克斯   | 準決賽 |
| 2012年 | 西班牙羽毛球公開賽   | 國際挑戰賽 | 混合雙打 | 加里·福克斯   | 準決賽 |
| 2012年 | 威爾斯羽毛球國際賽   | 國際挑戰賽 | 女子雙打 | 克洛伊·比尔切 | 準決賽 |
| 2013年 | 葡萄牙羽毛球國際賽   | 國際系列賽 | 混合雙打 | 彼得·布里格斯 | 準決賽 |

| 2007-2017年 | 首要超級賽 | 超級賽 | 黃金大獎賽 | 大獎賽 | 國際挑戰賽 | 國際系列賽 | 未來系列賽 | 其他 |

| 2018-2026年 | 總決賽 | 超級1000賽 | 超級750賽 | 超級500賽 | 超級300賽 | 超級100賽 | 國際挑戰賽 | 國際系列賽 | 未來系列賽 | 其他 |